# 墨脱刺蕨
墨脱刺蕨（学名：Egenolfia medogensis）为实蕨科刺蕨属下的一个种。